# Areva
Areva was een internationaal actief Frans industrieconcern gericht op energieopwekking, voornamelijk kernenergie. Op dit gebied was het de wereldleider. Areva was actief in de uraniummijnbouw, het ontwerp, de bouw, het onderhoud en het beheer van kernreactoren en de verwerking van verbruikte nucleaire brandstof. Daarnaast leverde Areva ook hernieuwbare energiebronnen (windenergie, bio-energie, zonne-energie en waterstofgas). Het hoofdkantoor stond in Parijs.
De naam "Areva" werd gekozen door Anne Lauvergeon, de eerste CEO van Areva, en verwijst naar de kathedraal van Arévalo.
In 2018 is Areva opgesplitst en opgedeeld in de bedrijven Orano, Framatome en Technicatome, na een grondige herstructurering van de onderneming, waarbij ook onderdelen geheel zijn afgestoten, zoals de activiteiten rondom hernieuwbare energie.

## Activiteiten
Areva was een société anonyme, waarvan bijna 90% van de aandelen direct of indirect in handen waren van de Franse overheid.
De wereldwijde activiteiten van Areva waren gegroepeerd in zes business groups:
- Mijnbouw

Het bezat uraniummijnen of -reserves in Australië, de Verenigde Staten, Mongolië, Niger en de Centraal-Afrikaanse Republiek en had een aandeel in mijnen in Zuid-Afrika, Canada, Niger en Kazachstan.
- Front End (o.a. het verrijken van uranium en de fabricage van nucleaire brandstof)
- Reactoren en diensten

Deze groep ontwierp en bouwde twee types van kernreactoren: drukwaterreactor en kokendwaterreactor, en leverde diensten voor inspectie, onderhoud en modernisering ervan.
- Back End

De activiteiten van deze groep omvatte het opwerken van gebruikte nucleaire brandstof, het transport ervan, het ontmantelen van nucleaire installaties, decontaminatie en behandeling van nucleair afval.
Deze vier business groups bedienden de volledige nucleaire-energiecyclus.
- Hernieuwbare energieën

Deze business groep leverde installaties voor offshore windenergie, bio-energie en zonne-energieopwekking, en waterstofgas als energieopslagmedium (in brandstofcellen). Ze vertegenwoordigde in 2010 slechts 2% van de omzet van Areva.
- Engineering en projecten

Deze groep voerde projecten uit voor de andere nucleaire business groups van Areva.
De voornaamste filialen van de groep zijn:
- Areva NC (Nuclear Cycle), het vroegere Cogema;
- Areva NP (Nuclear Power), het vroegere Framatome ANP;
- Areva TA, het vroegere Technicatome, een dochtermaatschappij van CEA

In januari 2015 werd Philippe Knoche de nieuwe CEO van Areva. Hij wilde Areva minder afhankelijk maken van nieuwbouwprojecten, deze projecten hebben in de afgelopen 10 jaar geleid tot forse verliezen en een sterke stijging van de schulden terwijl ze maar ongeveer 8% van de omzet uitmaakten. De focus werd verlegd naar het leveren en recyclen van nucleaire brandstoffen, het onderhoud van reactoren en de sloop na buitengebruik stelling.

### Resultaten
In 2010 werd Areva T&D verkocht. Dit onderdeel maakt producten voor de transmissie en distributie van elektriciteit. Op deze verkoop aan de combinatie Alstom/Schneider maakte Areva een winst van 1,2 miljard euro. Zonder bijzondere baten en lasten had Areva in dat jaar een verlies van ruim 0,4 miljard euro geleden.
De laatste jaren leed Areva forse verliezen, onder andere vanwege afschrijvingen op de bouw van de kerncentrale Olkiluoto 3 in Finland. Daarnaast waren ook de activiteiten op het gebied van hernieuwbare energie verliesgevend. Het bedrijf had vanwege de afnemende vraag naar nucleaire energie geen reactor meer verkocht sinds 2008. Eind jaareinde 2015 had het concern een schuld van ongeveer 6,3 miljard euro.
| Jaar | Orderportefeuille | Omzet            | Nettoresultaat  |
| ---- | ----------------- | ---------------- | --------------- |
| 2009 | € 49,4 miljard    | € 14.008 miljoen | € 552 miljoen   |
| 2010 | € 44,2 miljard    | € 9104 miljoen   | € 883 miljoen   |
| 2011 | € 45,6 miljard    | € 8872 miljoen   | € -2424 miljoen |
| 2012 | € 44,6 miljard    | € 8886 miljoen   | € -99 miljoen   |
| 2013 | € 41,5 miljard    | € 9240 miljoen   | € -494 miljoen  |
| 2014 | € 46,9 miljard    | € 8336 miljoen   | € -4834 miljoen |
| 2014 | € 32,1 miljard    | € 3954 miljoen   | € -4833 miljoen |
| 2015 | € 29,0 miljard    | € 4119 miljoen   | € -2038 miljoen |
| 2016 | € 31,8 miljard    | € 4012 miljoen   | € -665 miljoen  |

## Geschiedenis
Areva ontstond op 3 september 2001 door de fusie van CEA-Industrie met Cogema (Compagnie générale des matières nucléaires) en Framatome, twee Franse nucleaire-energiebedrijven die rechtstreeks of onrechtstreeks gecontroleerd werden door CEA-Industrie. Cogema was actief in de winning van uranium, het verrijken ervan, en de verwerking van verbruikte brandstof; Framatome hield zich bezig met het ontwerp en de bouw van kernreactoren en daarmee verband houdende diensten. Door allerlei overnamen en internationale overeenkomsten heeft Areva zich verder wereldwijd ontwikkeld en werd het bedrijf ook actief in de sector van hernieuwbare energie.
In 2007 nam Areva het Canadese mijnbouwbedrijf UraMin over voor $ 2,5 miljard. UraMin is vooral actief in Afrika, waar het een aantal mijnen in ontwikkeling heeft. Met deze overname wilde Areva de leveringsverplichtingen aan klanten veiligstellen. De overname was geen succes en uiteindelijk moest Areva de waarde van de overname tot nul afboeken.

### Herstructurering en opsplitsing van Areva
In juni 2015 werd bekend dat EDF een meerderheidsbelang in Areva NP zou nemen. Hiermee kwam het ontwerp en de bouw van nieuwe kerncentrales en het onderhoud van deze installaties in handen van EDF. Areva behield een minderheidsbelang. Met deze transactie, door de Franse regering sterk gestimuleerd, gingen 19.000 werknemers van Areva naar EDF over. Medio november 2016 werd de overeenkomst getekend. EDF nam niet de financiële risico's over van de in aanbouw zijnde Finse kerncentrale Olkiluoto 3 en van diverse componenten gemaakt in Areva's Le Creusot-fabriek. De aandeelhouderswaarde van Areva NP was zo'n 2,5 miljard euro. EDF bezat 75% van de aandelen, maar zou dit belang afbouwen tot 51%. Areva begon met een belang van 25% en zou dit terugbrengen naar 15%.
Na deze transactie met EDF werden de levering van nucleaire brandstof en de verwerking van gebruikte brandstof de hoofdtaken van Areva. Door de verder oplopende verliezen van Areva werd onder leiding van de Franse overheid besloten Areva op te delen, na het injecteren van nieuw kapitaal. In 2018 was het bedrijf volledig opgesplitst in drie delen:
- Orano Group (voormalig Areva NC) - de Franse staat had 90% van de aandelen, Japan Nuclear Fuel Limited 5% en ook Mitsubishi Heavy Industries (MHI). Kerntaken: mijnbouw, front-end (verrijking van uranium) en back-end (herverwerking) van de brandstofcyclus.
- Framatome (voormalig Areva NP) - EDF was grootaandeelhouder met 75% van de aandelen en minderheidsbelangen voor Mitsubishi Heavy Industries (19,5%) en Assystem (5%). Kerntaken: ontwerp, bouw en onderhoud van kerncentrales, in het bijzonder de European Pressurized Reactor (EPR), alsmede de productie van splijtstofstaven.
- Technicatome (voormalig Areva TA) - meerderheidsbelang van de Franse overheid, met minderheidsbelangen van o.a. EDF, Naval Group, CEA. Kerntaak: dienstverlening rondom onderzoeksreactoren en kernreactoren voor de Franse marine.

Door de herstructurering en opsplitsing werd in feite de situatie van voor het ontstaan van Areva hersteld.

## Sportsponsoring
- Areva sponsorde de Franse zeilboot Areva Challenge in de America's Cup 2007.
- Vanaf 2009 was Areva sponsor van de Franse atletiekbond en van de jaarlijkse atletiekwedstrijd Meeting Areva in het Stade de France, voorheen Meeting Gaz de France.
- In Duitsland was Areva shirtsponsor van de voetbalclub 1. FC Nürnberg.